# Presidente Ríos
Presidente Ríos (niderl. Lago Presidente Ríos) – jezioro w południowym Chile w regionie Aisén. Położone jest w środkowej części półwyspu Taitao. Powierzchnia jeziora wynosi 352 km².
Nazwa jeziora została nadana na cześć prezydenta Chile Juana Antonio Ríosa.
Oficjalnie jezioro pojawiło się na mapach chilijskich w 1945 roku. Prawdopodobnie było jednak znane Indianom Chono, którzy poprowadzili przez nie 19 ocalałych z HMS Wager, w tym kapitana Davida Cheapa i midszypmena Johna Byrona z wyspy Wager w 1742 roku. Chono, którzy często mieli wrogie relacje z Hiszpanami, ukrywali przed nimi jezioro. Hiszpanie wysługiwali się Indianami zatrudniając ich jako przewodników. Przed oficjalnym pojawieniem się na mapach Presidente Ríos było wcześniej znane marynarzom z archipelagu Chiloé.